# Arnold Weiss-Rüthel
Arnold Weiss-Rüthel (* 21. Februar 1900 in München als Arnold Weiss; † 26. Juni 1949 in München) war ein deutscher Autor und Publizist.

## Leben

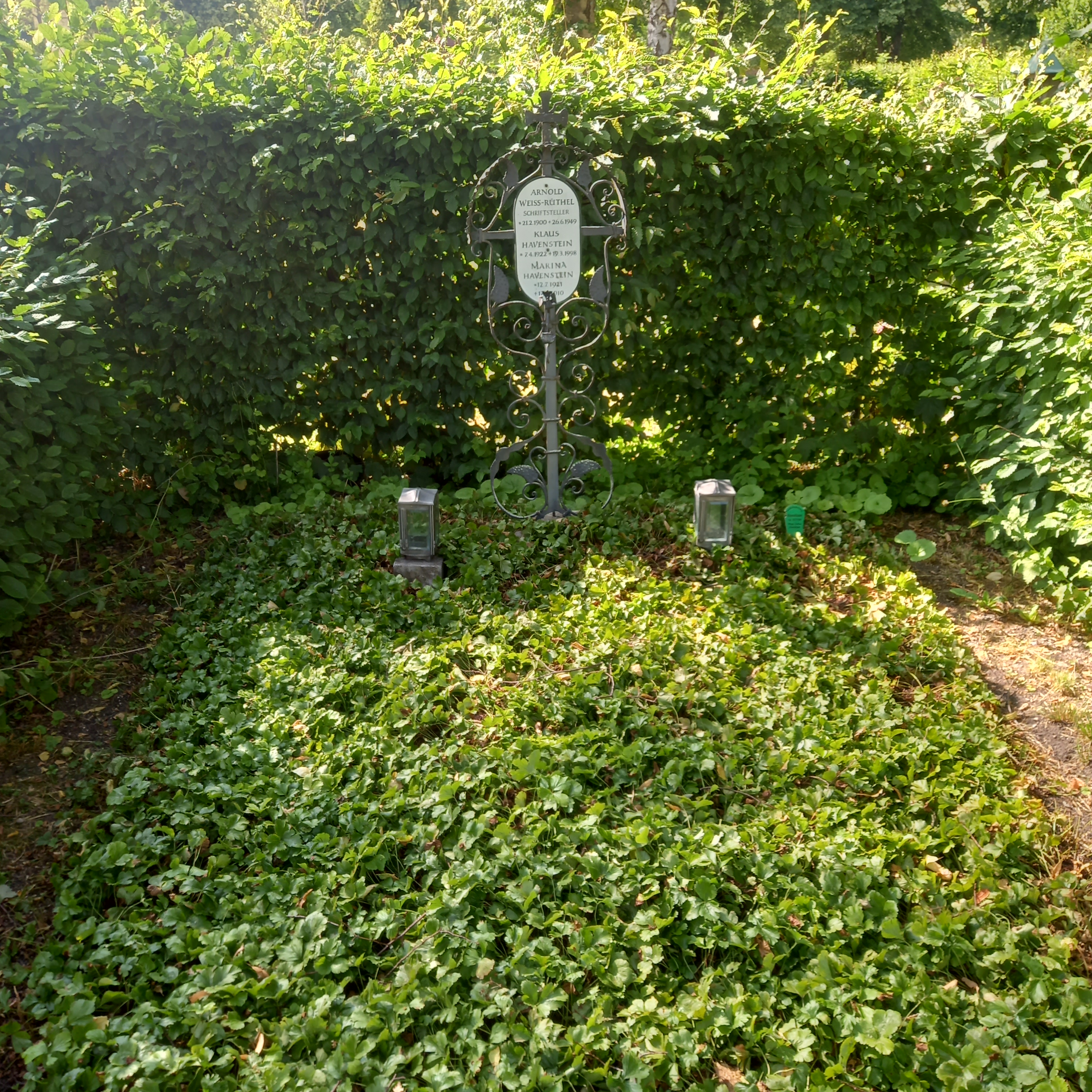
Das Grab von Arnold Weiss-Rüthel auf dem Nordfriedhof (München)

Am 21. Februar wird Arnold Weiss in München geboren. Er besucht von 1906 bis 1910 die Volksschule und von 1910 bis 1918 die Real- und Oberrealschule. Ab 1918 besucht er für ein paar Semester die Universität. Sein Interesse an Literatur und Theater bringt ihn in den 20er Jahren mit den Boheme-Zirkeln zusammen. Es folgt die Namensänderung in Weiss-Rüthel in Anlehnung an die Künstlerin und Autorin Else Rüthel.
Er lebt von Engagements an bayerischen Provinzbühnen, ab 1924 beginnt er zu schreiben und als Autor sein Geld zu verdienen. Veröffentlicht werden seine Texte vor allem im Uhu, im Simplicissimus und der Weltbühne. 1929 erscheint seine antimilitaristische Erzählung "Musketier Reue" in der Anthologie "24 neue deutsche Erzähler" von Hermann Kesten. Die NS-Parteipresse hat ihn zu dieser Zeit wohl schon registriert.
Ende 1933 bzw. Anfang 1934 übernimmt Weiss-Rüthel die Schriftleitung der Zeitschrift Jugend. 1934 taucht eines seiner Gedichte in der Prager Anthologie "Lieder der Emigranten" ohne sein Wissen auf. Die NS-Wochenzeitschrift Die Bewegung prangert das pazifistische Gedicht an. Auf eine Erklärung Weiss-Rüthels folgt das Angebot der Zusammenarbeit seitens der Nationalsozialisten: man könne doch die Kräfte bündeln. Weiss-Rüthel lehnt das Angebot ab, das freilich nur die Gleichschaltung als Ziel hatte, obwohl es ihm finanzielle Vorteile beschert hätte. In der Folge nimmt ihn die Bewegung besonders ins Visier, beschimpft ihn als Pornographen, Judenknecht und Defätisten. Er muss sich  mit Anzeigen auseinandersetzen, vor allem aber wird die Wochenzeitung der SS, Das Schwarze Korps auf ihn aufmerksam, ebenso wie der Reichsverband der Deutschen Presse. Dieser untersagt ihm als Schriftleiter tätig zu sein, da er kein Mitglied ist. Nicht zuletzt erfolgt eine Verwarnung durch das Reichspropagandaministerium. Ende des Jahres 1937 kommt es zum Arbeitsverbot. Er zieht sich zurück in das Haus eines Freundes schreibt dort aber weiter. Außerdem arbeitet er an einem Roman, dessen Erlös ihm die Flucht aus dem Deutschen Reich ermöglichen soll.
1939 kommt er zufällig an einen Schreiberposten im Verwaltungsausschuss der Münchner Universität, den er nach 3 Monaten aber wieder auf Veranlassung der Gestapo verliert, da er sich weigert, in die NSDAP einzutreten. Nachdem man Ende 1939 bei einer Hausdurchsuchung seine Tagebücher findet, die scharfe Kritik an den Nazis enthalten, wird im März 1940 gegen ihn ein „Schutzhaftbefehl“ erlassen.

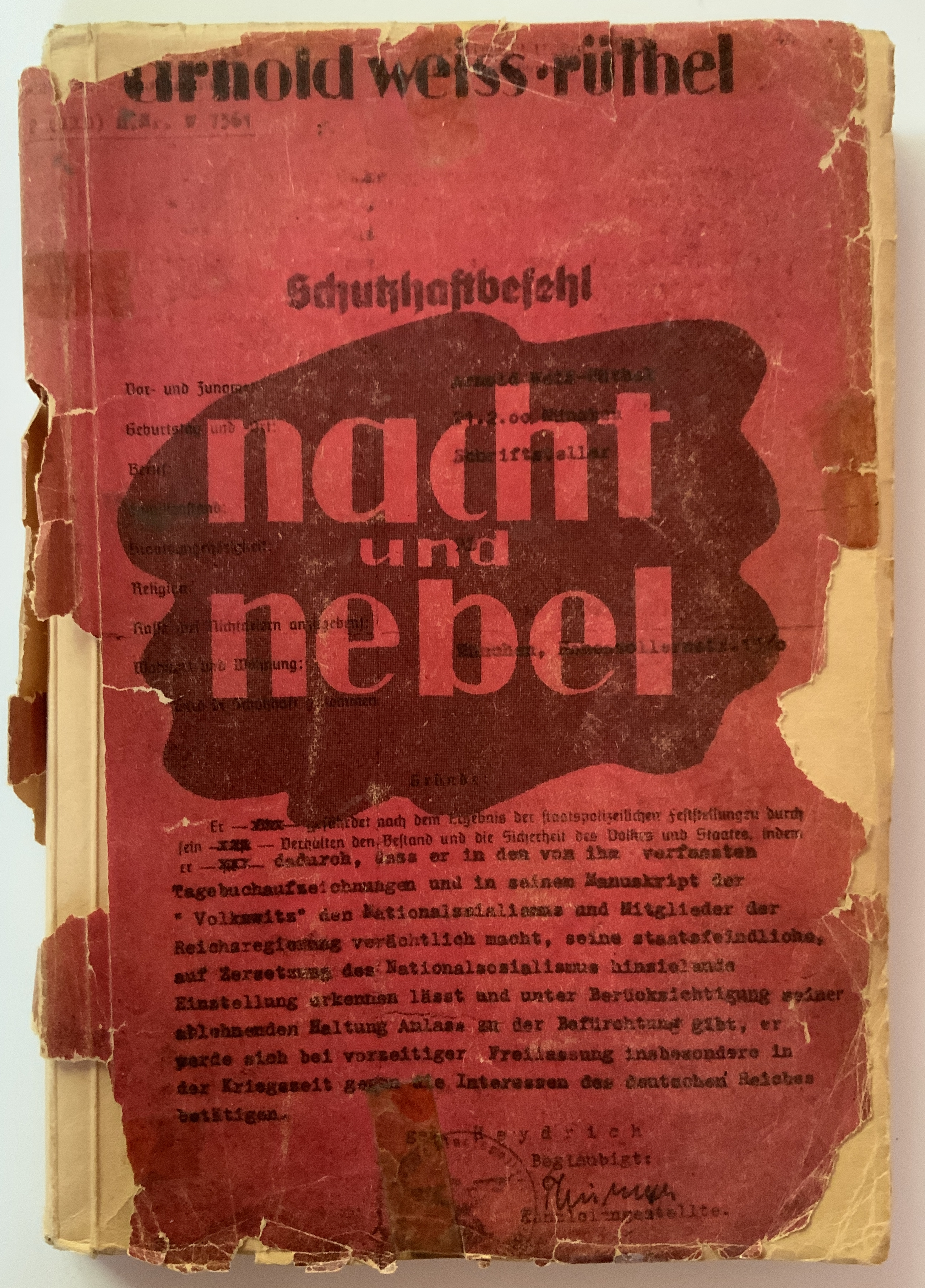
Umschlag des Buches von Arnold Weiss-Rüthel mit seinen Aufzeichnungen aus fünf Jahren Schutzhaft

Nach einigen Wochen im Staatspolizeigefängnis in der Briennerstraße wird er am 12. April 1940 in das Konzentrationslager Sachsenhausen überführt, da das KZ Dachau überfüllt gewesen ist. Am 18. April 1940 tritt er die Schutzhaft an und erhält die Häftlingsnummer 18710. Bis März 1945 bleibt er im Konzentrationslager Sachsenhausen inhaftiert. Diese Erfahrung hat er später in seinem bekanntesten Werk Nacht und Nebel – Aufzeichnungen aus fünf Jahren Schutzhaft beschrieben.
Am 3. März 1945 wird er aus dem KZ zu einer 5-wöchigen militärischen Ausbildung entlassen, am 18.04. an die Front geschickt, am 20.04 begibt er sich freiwillig in russische Gefangenschaft. Er verbringt einige Zeit im Kriegsgefangenenlager Posen und kehrt nach seiner Entlassung nach Bayern zurück.
Nach dem Zusammenbruch des dritten Reichs wird er von der Militärregierung beauftragt, die Wasserburger Stadtbibliothek zu entnazifizieren. Außerdem wird er öffentlicher Kläger bei der Spruchkammer Wasserburg am Inn. In Wasserburg heiratet er zum 2. Mal. Schließlich kommt Arnold Weiss-Rüthel zurück nach München, wo er bis zu seinem Tod als Chefdramaturg bei Radio München, dem Vorläufer des Bayerischen Rundfunks, arbeitet. Er bearbeitet dort u. a. Georg Büchners Drama Dantons Tod als Hörspiel, das mit Fritz Kortner eingespielt wurde.
Am 26. Juni 1949 stirbt Arnold Weiss-Rüthel, der sich gesundheitlich nie vollständig von den Folgen des Konzentrationslagers erholt hat. Er ist auf dem Münchner Nordfriedhof beigesetzt.
Großteile des Nachlasses befinden sich in Privatbesitz.

## Werke
- Nacht und Nebel. 1. und 2. Auflage mit Untertitel: Aufzeichnungen aus fünf Jahren Schutzhaft. Kluger, München 1946 (157 S.); 3. Auflage mit Untertitel: Ein Sachsenhausen-Buch VVN, Potsdam 1949 (195 S.)
- Die Herzensuhr. Gedichte-Sammelband. Drei Säulen, Bad Wörishofen 1947
- Der Verratene Soldat. Pflaum, München 1947
- Gertraud oder das müde Herz. Kluger, München 1949
- Die Sonderlinge des Malers Carl Spitzweg. Beschrieben nach Gemälden des Meisters von Arnold Weiss-Rüthel. Obpacher Kunstverlag, München 1952
- Musketier Reue, in: Hermann Kesten (Hrsg.):24 neue deutsche Erzähler. Gustav Kiepenheuer Verlag 1929